# Clinteria viridiaurata
Clinteria viridiaurata är en skalbaggsart som beskrevs av Jakl 2007. Clinteria viridiaurata ingår i släktet Clinteria och familjen Cetoniidae. Inga underarter finns listade i Catalogue of Life.